# Station Alvdal
Station Alvdal is een station in  Alvdal in fylke Innlandet  in  Noorwegen. Het station, gelegen op bijna 500 meter hoogte, werd geopend in 1877. Het is een ontwerp van Peter Andreas Blix. Alvdal ligt aan  Rørosbanen. 